# Châtillens
Châtillens est une localité et une ancienne commune suisse du canton de Vaud, située dans le district de Lavaux-Oron.

## Toponymie
Premières mentions : Castillens et Castellens (vers 1150) ; Castellins (1152) ; Chatillens (1290).
Châtillens, qui signifie « chez ceux du clan de Castilius ou Castellius », est formé d’un nom de personne latin et du suffixe toponymique germanique -ingos adopté dans le territoire gallo-romain à partir du VIe siècle.

## Armoiries
D’azur à l’église d’argent sur un mot de sinople, accompagné en chef de deux étoiles d’or. Au XVe siècle, l’église paroissiale faisait l’objet d’un pèlerinage en raison d’une image de saint Pancrace, très vénérée. Un ancien sceau paroissial, peut-être du XVIIe siècle, montre une église surmontée d’un croissant et de deux étoiles. Les armoiries de 1923 ont repris ces thèmes, sauf le croissant.

## Histoire
Châtillens est entrée dans les annales judiciaires par un fait divers de 1361 : un porc, laissé sans surveillance, attaqua et tua un petit enfant. L'animal fut conduit à Lausanne et, au cours d’un procès, fut condamné à mort et pendu au gibet.
Le 30 novembre 1901, quatre personnes observèrent la chute d'une météorite dans le Bois de la Chevrettaz, sur la commune de Châtillens. Ramassée encore chaude, cette météorite est toujours visible au musée cantonal de géologie, à l'université de Lausanne.
Durant la seconde moitié du XIXe siècle déjà on a exploité un filon de lignite. Entre 1940 et avril 1947 une mine de charbon a été exploitée à La Possession, occupant jusqu'à 250 personnes. Elle a été la dernière mine de charbon vaudoise en activité. Le terril est encore visible sur la route qui conduit de Châtillens à la commune des Tavernes.
La commune a fusionné, le 1er janvier 2012, avec celles de Bussigny-sur-Oron, Chesalles-sur-Oron, Écoteaux, Les Tavernes, Les Thioleyres, Oron-le-Châtel, Oron-la-Ville, Palézieux et Vuibroye pour former la nouvelle commune d'Oron.

## Transports
Châtillens est située sur la ligne de la Broye longitudinale, reliant la gare de Lausanne à celle de Payerne. La ligne S21 du réseau express régional vaudois dessert la gare de Châtillens.

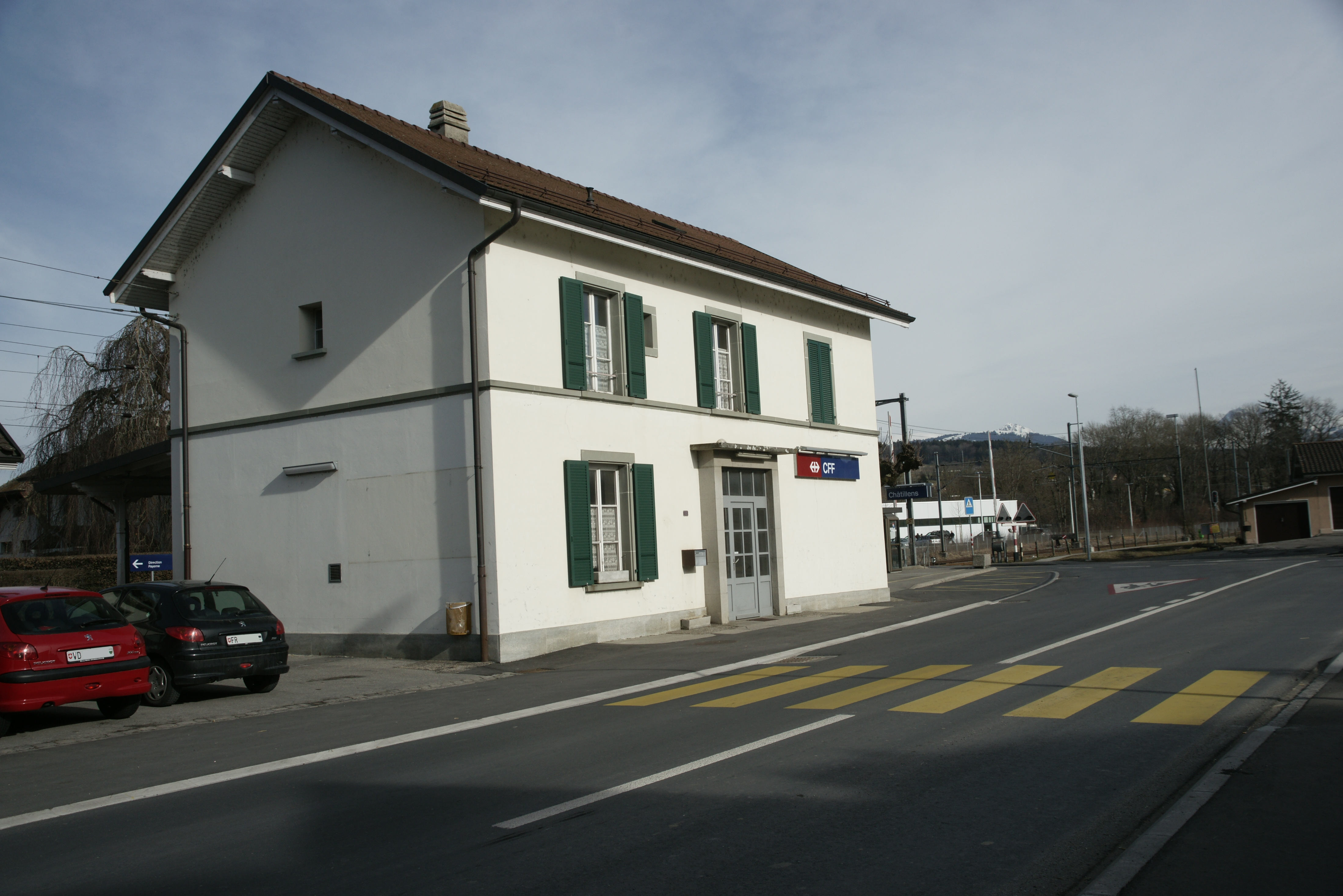
Bâtiment gare Châtillens, 2012